# R.U.R.
R.U.R.（原題: チェコ語: Rossumovi univerzální roboti、ロッサム万能ロボット会社）は、チェコの作家カレル・チャペックにより1920年に発表された戯曲。この劇で初めて「ロボット」という言葉を使用し、歴史的にもかなり重要な文化財である。

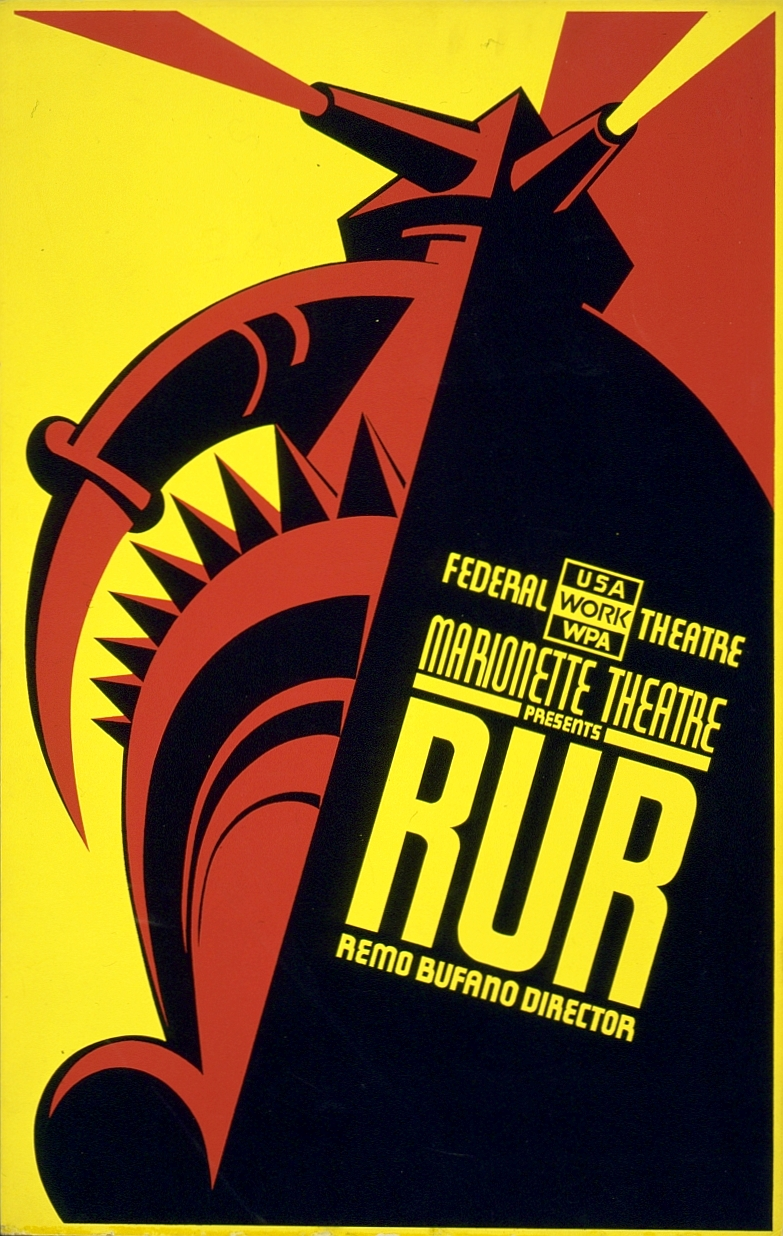
アメリカ合衆国で、1930年代末に連邦劇場計画の手で『R.U.R.』が上演された際のポスター

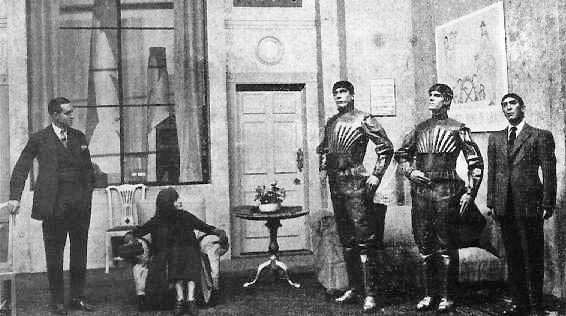
1922年にアメリカで上演された『R.U.R.』の一場面。右から2番目と3番目がロボット。

劇の内容からアイザック・アシモフがロボット工学三原則を使った作品を発表するまでの間、ロボット=反乱というイメージが付きまとうことになる。当時のチェコはオーストリア・ハンガリー帝国のボヘミア人貴族の支配から独立した直後の新興国だったが、国内はロシア革命の影響を受けた労働者と富裕層との階級対立が深刻化していた。貴族階級の没落や社会主義革命の脅威といった世相が反映された作品でもある。
また、チャペック自身によればゴーレムの伝承も影響しているという。演劇としては、工場内の一室のみで全編が進行する室内劇である。
1921年1月2日にフラデツ・クラーロヴェーで「Klicpera」により初演された。

## 本作におけるロボットの設定
「ロッサム万能ロボット会社が開発・販売している人造人間（後世のSF概念でのバイオノイドに相当）。人間より安価かつ効率的にあらゆる労働が行える画期的な商品。特徴は大まかに下記の通り。
- 生命と同じように振舞う人工的な原形質の発明に基づく。
- 脳・内臓・骨といった各器官は攪拌槽で原料を混合して造られる、神経や血管は紡績機で作られ、それらを部品として組み上げる事でロボットが造られる。製造工程の一部は企業秘密。
- 完成すると機能チェックと目的の労働を行う上で必要最低限の教育が行われる。
- 見た目は人間そっくりだが、味覚など人間であれば持つ様々なものが労働に必要がないとして省かれている。痛覚神経もないが、これは労働災害を避けるうえでは失敗設計ともされている。
- 百科事典を一語一句間違えず暗唱するほど非常に記憶力がよいが、自ら新しいことを考え出すことはできない。人間の命令のままに作業に従事し、停止を命令されなければ自ら作業を止めることもしない。自意識や感情がなく・死に対する恐怖もない
- 事務作業から肉体労働まであらゆる人間の労役に利用可能だが、味覚が無いため料理を作らせるのには向いていないとされる。
- 人と比較したコストパフォーマンスは2.5倍。
- 複数の規格が存在するが（ポール・セルヴァーによる英訳版では小型トラクター並みの力を持った肉体労働用などのタイプがあるとされる）、見た目は画一的である。男性型と女性型の区別はあるが本質は無性で、生殖能力はない。
- かつては身長3m台の大型も試作されたが自重に耐えられずすぐ自損した。
- 寿命は最高のグレードで約20年。不良品や寿命を迎えた物は粉砕装置で処分される。
- まれに、作業を放り出して棒立ちになり歯軋りをし続けるという機能不全を起こすものがおり、そうしたものも処分行きとなる

## 物語
舞台は未来のとある孤島。そこにはR.U.R社のロボット工場がある。ここで製造されたロボットたちは世界中に送られ、さまざまな労働に使われていた。人々はロボットによって便利な生活をしはじめていた。ある日、社長のハリー・ドミンの元に会長の娘であるヘレナ・グローリーが訪れる。ロボットにも心があると考えているヘレナは人権団体の代表となり、地位向上や権利保護を訴えるために来たと話す。

### 登場人物
- ハリー・ドミン - R.U.R社長
- ファブリ技師 - R.U.R社技術担当重役
- ガル博士 - R.U.R社生理研究部部長
- ハレマイア博士 - ロボット心理教育研究所所長
- ブスマン領事 - R.U.R社営業担当重役
- アルクイスト建築士 - R.U.R社建築主任
- ヘレナ・グローリー - R.U.R社会長の娘
- ナーナ - ヘレナの乳母
- マリウス - ロボット
- スラ - 女ロボット
- ラディウス、プリムス、ダモン、ヘレナ - ロボット
- ロボットの召使いとその他大勢のロボット

### 序幕
ロッサム万能ロボット製作所のロボットの宣伝から始まる。

### 第1幕
ロッサム社のロボット工場がある孤島に同社会長の娘ヘレナがやってくる。社長のドミンはヘレナを一目見るなり心を奪われる。ドミンは自社ロボットの成り立ちを解説し、新人タイピストのスラに会わせる。きわめて知的な会話をするスラをヘレナは人間の女性だと思うが、ドミンはロボットだと言う。信じられないヘレナにドミンは解剖して証拠を見せると言い、スラも抵抗せずドミンについていこうとする。ヘレナは固辞する。その後工場を見学し、ガル博士、ファブリ技師、ハレマイア博士、アルクイスト建築士、ブスマン部長等を紹介される。ヘレナは来訪目的を話す。人権同盟の代表としてロボットの保護と社会地位向上を図りたい。ロボットにも心があるはずだと訴える。だがドミン等はロボットには心は無く、ロボットによって人間は労働から解放され、物価は安くなり、世界は良くなっている事を説き、ヘレナは混乱する。ドミンはヘレナに求婚する。

### 第2幕
それから10年後、労働しなくても生活していけるようになった人間たちはすべてをロボットに任せ、文字通り自分では指一本上げないまでに堕落していた。そして島の幹部たちも、手を動かすのが好きなアルクイスト以外は何もしなくなっていた。またその頃、（結婚したドミンとヘレナの夫婦も含めて）世界ではただ一人として子どもが生まれなくなっていた。そこへロボット反乱の報が入り、世界は、そして島もロボットの手に落ちてしまう。その原因として、ヘレナの「ロボットを人間に近づけて」という頼みからガルがそれまでより少し「過敏」なロボットを作った実験の影響が取りざたされる（ただしロボット全体の数からするとその生産数は微々たるものであり影響はほぼ無いともされる）。怒り狂うドミンに、営業担当のブスマンは「世界を動かすのは利潤、あなたの理想もガルの反逆も無力」と言い放つ。そしてブスマンはロボットに不可欠な人工生命製造の秘伝書を盾にロボットたちと取引しようとする。が、秘伝書は「子供が産まれなくなったのは、ロボットなんかに頼るようになったからだ」と思いつめたヘレナの手によってすでに燃やされていた。錯乱したブスマンは金でわが身の安泰を買おうとするが、最初の犠牲者になってしまう。打つ手がなくなったドミンたちは雄々しくも虚しく銃を取るが、「手を動かして働く以上、我々の『同志』だ」とみなされたアルクイスト以外皆殺しにされる。そして、ロボットたちは、ロボットの世が来たことを高らかに宣言する。
- ポール・セルヴァーによる英訳版では以下の第3幕は非常に省略されたものとなっており、アルクイストの最後の独白も存在しない。

### 第3幕
それからさらに歳月は流れ、秘伝書が失われたことでロボットたちは絶滅の危機に瀕していた。世界で唯一生き延びた人間であるアルクイストは、滅亡の恐怖におびえるロボットたちから「人工生命の秘伝を解明して我々を絶滅の危機から救ってくれ」と哀願されていた。しかし所詮は元建築労働者の老人でしかない彼には何もできず、彼以外の生き残りの人間が見つかることもなかった。そんなある日、彼の元に、ロボット委員会からヘレナそっくりの女ロボット（二役）と若き男ロボットのプリムスが派遣されてくる。彼らは反乱の直前にガルの手で最後に造られたロボットだった。「ヘレナを解剖（というより分解）すれば、人工生命の秘伝を解明できるかも」と言ったアルクイストに対し、プリムスは「そんなことをしたら殺してやる」と脅し、ついで「なら私を代わりに解剖してくれ」と哀願する。するとヘレナもまたプリムスではなく自分を解剖してくれと哀願する。互いにかばいあう二人の間に愛と魂を見出したアルクイストは、二人を新たなアダムとイブとして送り出し、物語はアルクイストの独白で終わる。
「人間の作り出したものはすべて無に帰すが、生命は絶えず、愛から再び始まる。主よ、私の目はあなたの愛による救いを見た。生命は不滅です」

## 映画化
1935年にソビエト連邦で映画「Гибель сенсации」（邦題『機械人間 感覚の喪失』）として映像化されたものの、これはウクライナ出身のSF作家ヴラジーミル・ヴラトコの小説「鉄の暴動」に基づいており、ロボットはR.U.R.と銘打ってるものの現在のロボットのイメージに近い完全な工学的機械でストーリーも社会主義的で別物である。
2021年に日本で渡邊豊によって『R.U.R.』生誕100周年を記念して「RUR-Rossum's Universal Robots-」というタイトルで映画化し、ユーロライブでの完全予約制で上映時間が2時間53分であったが、2022年1月10日に2時間に再編集した特別バージョンDVDが映画のオフィシャルサイトで販売された。アマゾンプライムでの配信版は特別バージョンDVDがベースになっている。

## 日本語訳
1923年の最初の訳では「人造人間」の題であった。
- 『人造人間』宇賀伊津緒訳、春秋社、1923年。
- 『ロボット』（先驅藝術叢書2）鈴木善太郎訳、金星堂、1924年。
  - 『ロボット』（『新興文学全集第20巻 独逸篇Ⅲ』収録）鈴木善太郎訳、平凡社、1930年、519-612頁。
- 『ロボット製造会社R.U.R.』（『現代人の思想22 機械と人間との共生』収録）鎮目泰夫訳、平凡社、1968年。
- 『R.U.R.』（『華麗なる幻想－海外SF傑作選』収録）深町眞理子訳、講談社文庫、1977年。
  - 『RUR』深町眞理子訳、グーテンベルク21（電子書籍）2016年
- 『ロボット（R.U.R.）』（『世界文学全集34 ハシェク／チャペック／イワシュキェヴィチ』収録）栗栖継訳、学習研究社、1978年。
  - 『R.U.R.』（『R.U.R.ロボット（カレル・チャペック戯曲集1）』収録）栗栖継訳、十月社、1992年。ISBN 978-4915665219
  - 『ロボット』（『カレル・チャペック戯曲集Ⅰ ロボット/虫の生活より』収録）栗栖茜訳、海山社、2012年。ISBN 978-4904153079
- 『ロボット』千野栄一訳、岩波文庫、1989年。ISBN 400-3277422
- 『RUR』（『チャペック戯曲全集』収録）田才益夫訳、八月舎、2006年。ISBN 978-4939058097
- 『ロボット RUR』阿部賢一訳、中公文庫、2020年。ISBN 412-2070112